# Balderschwang

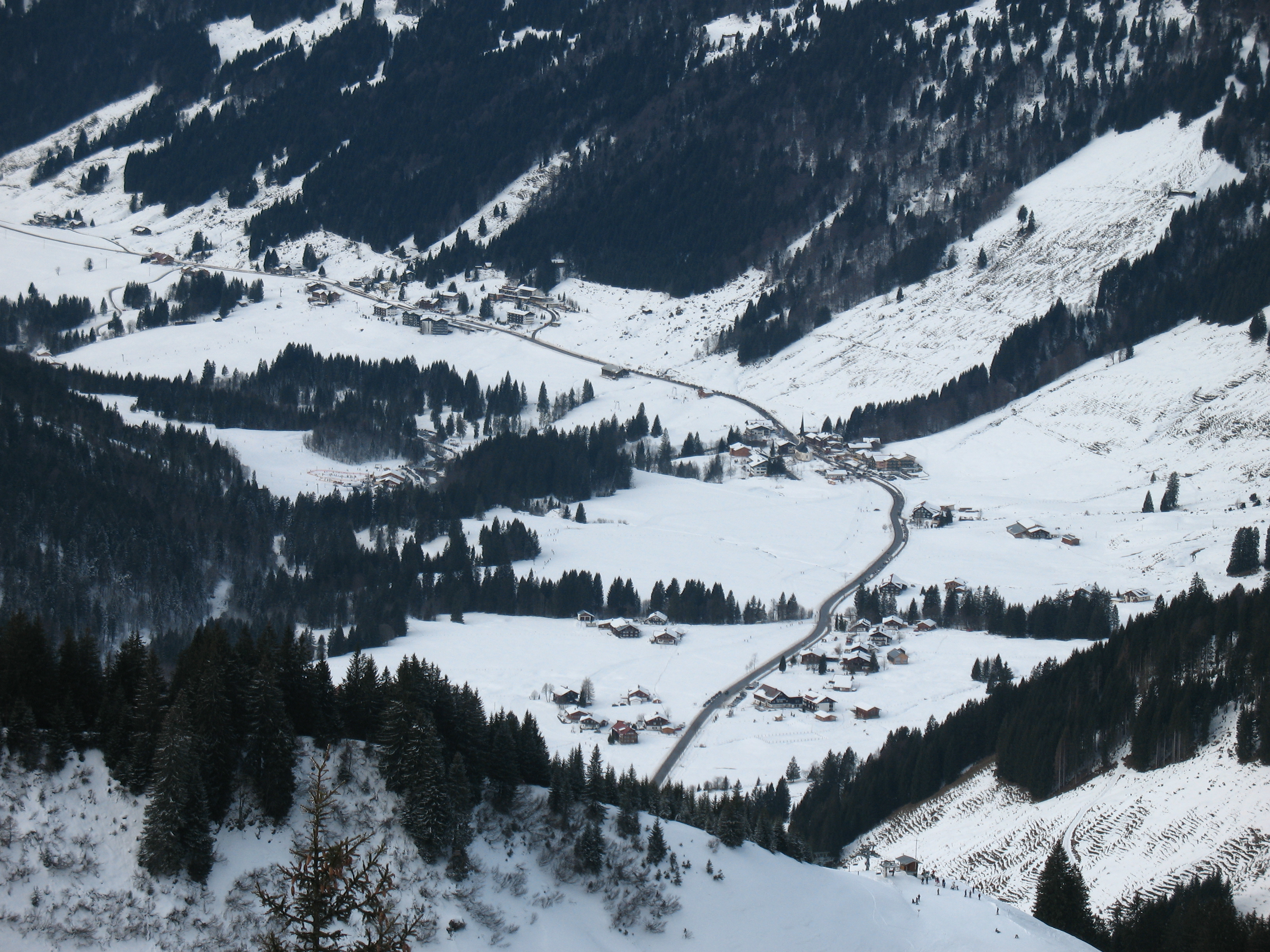
Ein Blick vom Riedberger Horn auf Balderschwang

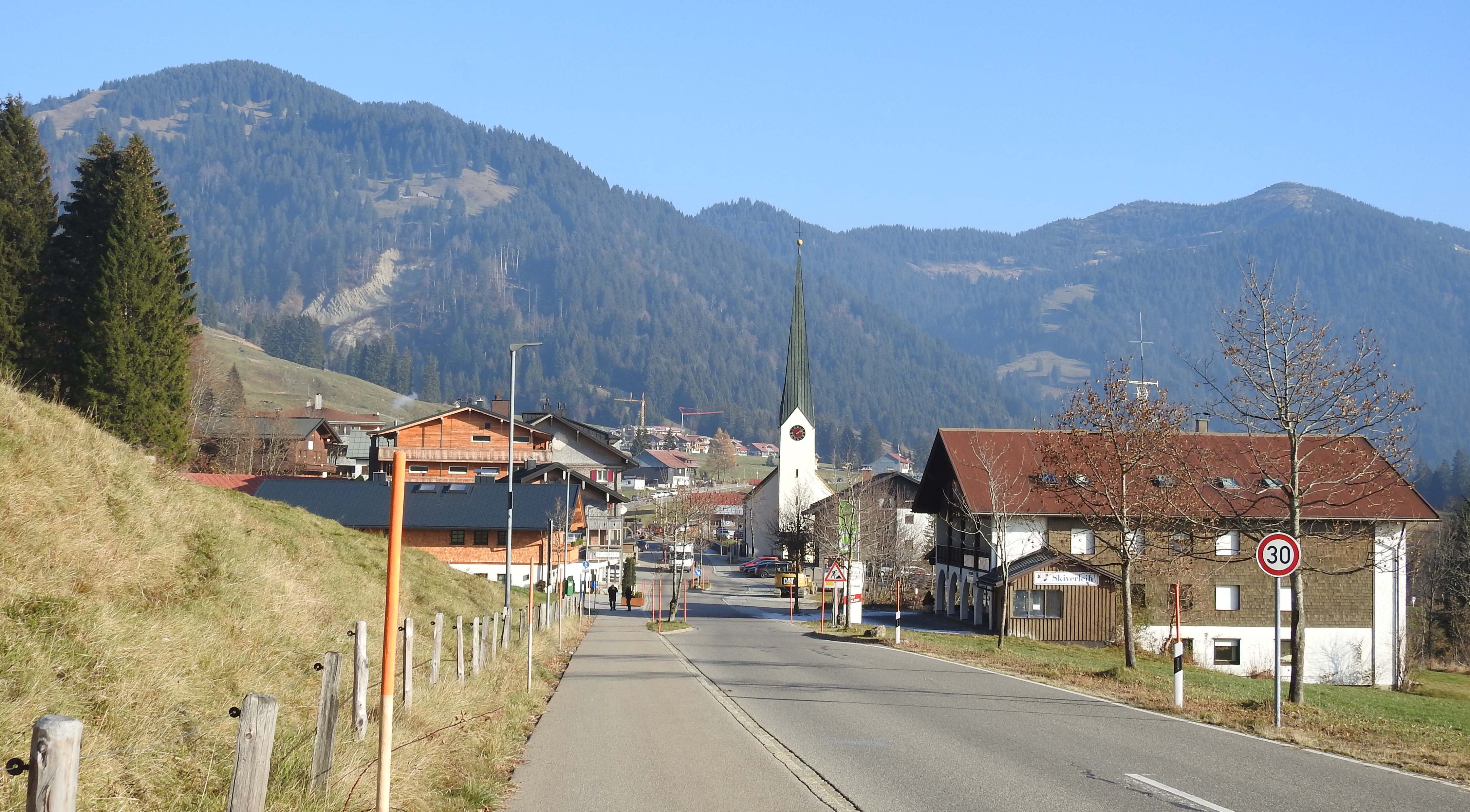
Balderschwang von Westen mit Bleicherhorn und Riedbergerhorn (rechts hinten)

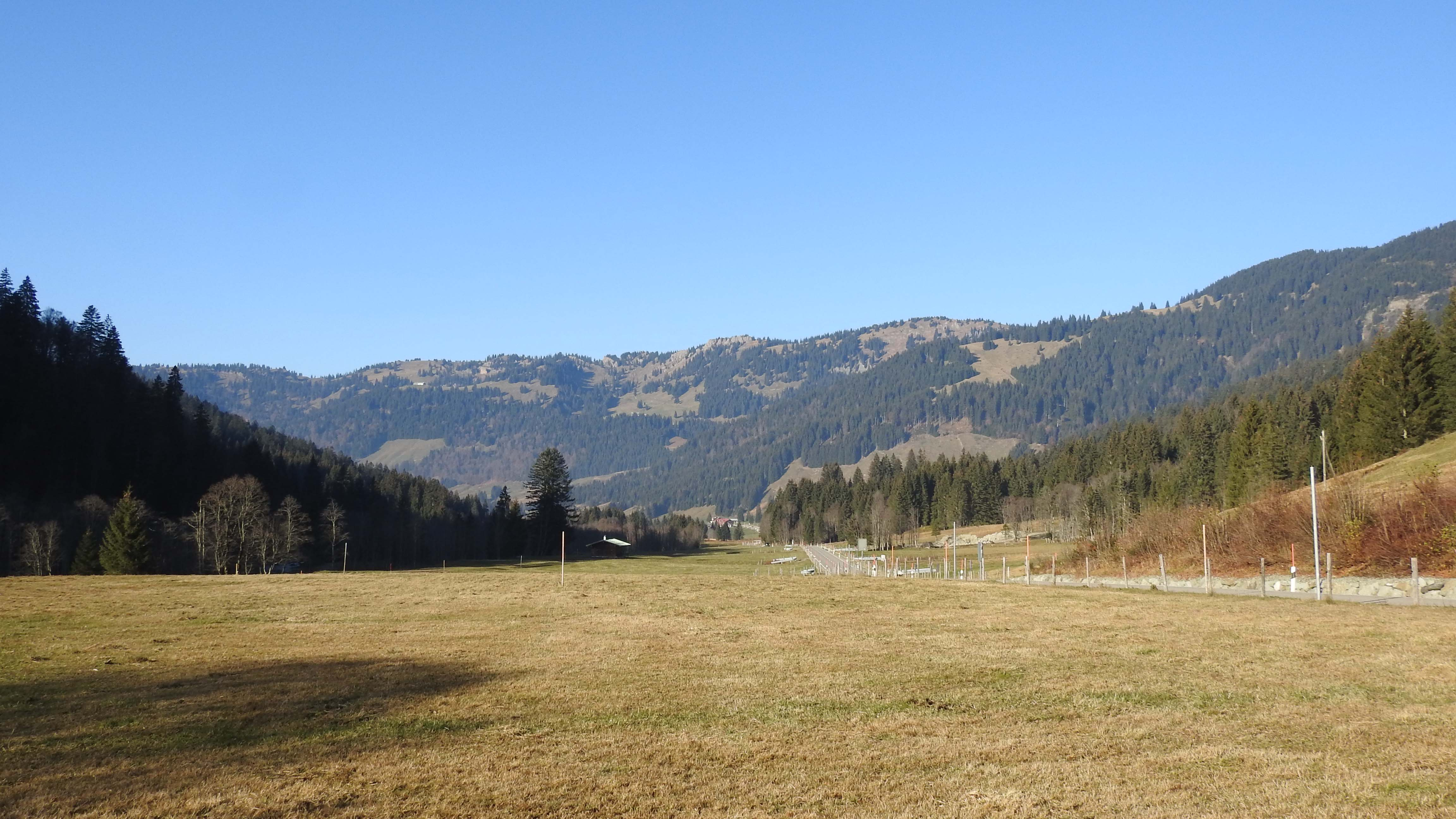
Straße vom Riedbergpass nach Balderschwang

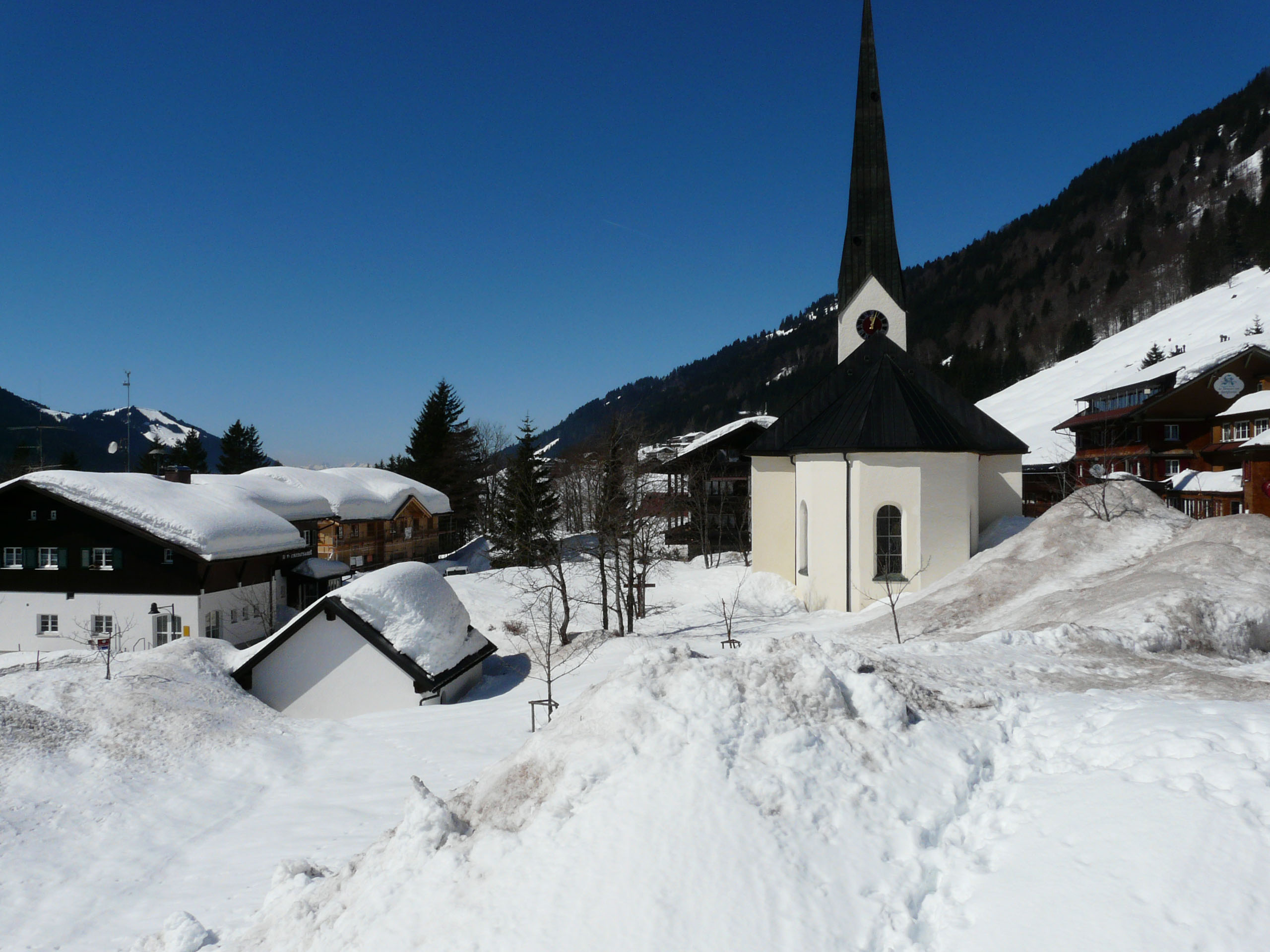
Balderschwang im April 2009

Balderschwang ist eine Gemeinde und ein Pfarrdorf im schwäbischen Landkreis Oberallgäu. Balderschwang ist, in Bezug auf seine Einwohnerzahl, nach Chiemsee die zweitkleinste Gemeinde in Bayern, ferner die Gemeinde mit dem am höchsten gelegenen Ortskern innerhalb Deutschlands (1044 m ü. NHN). Balderschwang ist Mitglied der Verwaltungsgemeinschaft Hörnergruppe mit Sitz in Fischen im Allgäu.

## Geografie

### Geografische Lage
Balderschwang liegt im Balderschwanger Tal, einem Hochtal in den Allgäuer Alpen. Geografisch gehört der Ort zum Bregenzerwald, der aufgrund des deutlich leichteren Zugangs über Jahrhunderte prägender war als das Allgäu. Die Grenze zu Österreich verläuft entlang der gesamten westlichen Gemeindegrenze und bis an den Ortsrand. Im Osten erhebt sich das Riedberger Horn (1787 m ü. NHN), die höchste Erhebung der Zentralallgäuer Hörnergruppe. Balderschwang ist Mitglied des deutsch-österreichischen Gemeinschaftsprojekts Naturpark Nagelfluhkette.
Zur Gemeinde gehört auch der acht Kilometer südlich gelegene Weiler Hirschgund mit dem von Ost nach West verlaufenden Hirschgundtal. Hirschgund ist durch eine Bergkette vom restlichen Gemeindegebiet getrennt und nur über das Gebiet der österreichischen Gemeinde Sibratsgfäll an das Straßennetz angebunden sowie über eine Privatstraße aus Oberstdorf.

### Gemeindeteile
Es gibt 12 Gemeindeteile (in Klammern ist der Siedlungstyp angegeben):
- Au (Weiler)
- Balderschwang (Pfarrdorf)
- Gschwend (Dorf)
- Hirschgund (Weiler)
- Junghansen (Alpe)
- Lappach (Alpe)
- Lenzen (Alpe)
- Schelpbach (Einöde)
- Schlipfhalden (Dorf)
- Schrine (Alpe)
- Schwabenhof (Einöde)
- Wäldle (Dorf)

### Klima
Mit 2450 Litern pro Quadratmeter im Jahr ist Balderschwang der Ort mit der höchsten durchschnittlichen Niederschlagsmenge pro Jahr in Deutschland.
Auch beim höchsten Jahresniederschlagswert in Deutschland ist Balderschwang mit 3503,1 Litern pro Quadratmeter Rekordhalter (1970). Der Grund ist eine am Bodensee beginnende und nach Osten bis Balderschwang ansteigende Talfurche, in der die von Westen kommenden, feuchten Luftmassen aufsteigen und ihre Feuchtigkeit verlieren. Aufgrund einer Neuschneehöhe von insgesamt über 7 Metern pro Jahr und des wegen der Höhenlage rauen Klimas wird Balderschwang auch „Bayerisch Sibirien“ genannt.

## Geschichte

### Bis zum 19. Jahrhundert
Der Ortsname geht auf einen Bauern namens Balder zurück, der im 14. Jahrhundert das Tal gerodet („geschwendet“) haben soll. 1451/1523 kam die Gegend von Balderschwang mit der Grafschaft Bregenz an Habsburg bzw. Österreich. Erst nach der Kleinen Eiszeit des 16.–18. Jahrhunderts begann die dauerhafte Besiedlung. Erstmals ganzjährig bewohnt wurde Balderschwang 1684 durch einen klösterlichen Alpverwalter aus Weingarten. Bis ins 18. Jahrhundert wurde Balderschwang vorwiegend als Almdorf für die tiefer gelegenen Wälderorte genutzt. Um 1800 gab es 16 Familien im Tal, die im Jahr rund 1.400 Tonnen Käse produzierten.
1805 kam Balderschwang mit Vorarlberg im Frieden von Pressburg zum Königreich Bayern. 1814 kehrte der gesamte Bregenzerwald zu Österreich zurück, nur Balderschwang blieb bei der Grenzziehung aus ungeklärten Gründen bei Bayern. Aus diesem Grund wird in Balderschwang bis heute vorwiegend „Wälderisch“ als Teil der Vorarlberger Dialekte gesprochen.

### 20. Jahrhundert
Von der 1902 eröffneten Bregenzerwaldbahn profitierte auch das Balderschwangertal, wobei deren Bahnhof Lingenau-Hittisau als sogenannte Einbruchsstation für das Gebiet diente.
Seit der Fertigstellung der Straße über den Riedbergpass 1961 und der direkten Anbindung an das Oberallgäu breitet sich in jüngster Zeit auch Oberallgäuerisch aus. Beide Idiome gehören zum Bodenseealemannisch.

### Einwohnerentwicklung
Von 1988 bis 2008 stieg die Einwohnerzahl um 40 bzw. 19 %. Zwischen 1988 und 2018 wuchs die Gemeinde um 147 Einwohner von 206 auf 353 bzw. um 71 % – das stärkste prozentuale Wachstum im Landkreis Oberallgäu im genannten Zeitraum.
Nachfolgende Zahlen beziehen sich auf den Gebietsstand vom 25. Mai 1987.
| Bevölkerungsentwicklung | Bevölkerungsentwicklung | Bevölkerungsentwicklung | Bevölkerungsentwicklung | Bevölkerungsentwicklung | Bevölkerungsentwicklung | Bevölkerungsentwicklung | Bevölkerungsentwicklung | Bevölkerungsentwicklung | Bevölkerungsentwicklung | Bevölkerungsentwicklung | Bevölkerungsentwicklung | Bevölkerungsentwicklung | Bevölkerungsentwicklung | Bevölkerungsentwicklung |
| ----------------------- | ----------------------- | ----------------------- | ----------------------- | ----------------------- | ----------------------- | ----------------------- | ----------------------- | ----------------------- | ----------------------- | ----------------------- | ----------------------- | ----------------------- | ----------------------- | ----------------------- |
| Jahr                    | 1840                    | 1900                    | 1939                    | 1950                    | 1960                    | 1970                    | 1987                    | 1991                    | 1995                    | 2000                    | 2005                    | 2010                    | 2015                    | 2017                    |
| Einwohner               | 192                     | 104                     | 126                     | 225                     | 202                     | 192                     | 196                     | 224                     | 209                     | 200                     | 213                     | 252                     | 327                     | 363                     |

## Politik

### Gemeinderat
Der Gemeinderat hat neben dem Bürgermeister acht Mitglieder:
|                   | CSU | parteilos | Gesamt  |
| Wahlergebnis 2020 | 8   | -         | 8 Sitze |
| Wahlergebnis 2014 | 7   | 1         | 8 Sitze |
| Wahlergebnis 2008 | 6   | 2         | 8 Sitze |
| Wahlergebnis 2002 | 8   | -         | 8 Sitze |

### Bürgermeister
Im März 2014 wurde der Gastwirt Konrad Kienle (CSU) zum Nachfolger von Werner Fritz (parteilos) gewählt und am 15. März 2020 mit 94,5 % der Stimmen für weitere sechs Jahre bestätigt. Fritz hatte das Amt 12 Jahre bekleidet.

### Wappen und Flagge
| | Blasonierung: „In Silber über grünem Dreiberg eine dreilatzige rote Fahne mit goldenen Fransen und drei goldenen Ringen, der eine goldene heraldische Lilie aufgelegt ist.“ |
| Wappenbegründung: Die dreilatzige rote Fahne ist dem Wappen der Grafen von Montfort entnommen, zu deren Besitz das Gemeindegebiet von Balderschwang von 1311 bis ins 16. Jahrhundert gehörte. Der Dreiberg stellt die Lage des Gemeindegebiets dar, das zwischen 1044 und 1685 m hoch gelegen ist. Die grüne Tingierung symbolisiert die für Balderschwang typische Almwirtschaft. Die Lilie ist das Attribut des heiligen Antonius und weist auf sein Patronat in der Pfarrkirche von Balderschwang hin. | |

Die Fahne erinnert an die Grafen von Montfort, denen das Gemeindegebiet von 1311 bis ins 16. Jahrhundert gehörte.
Die gleichzeitig genehmigte rot-gelb-grüne Gemeindeflagge wird nicht verwendet.

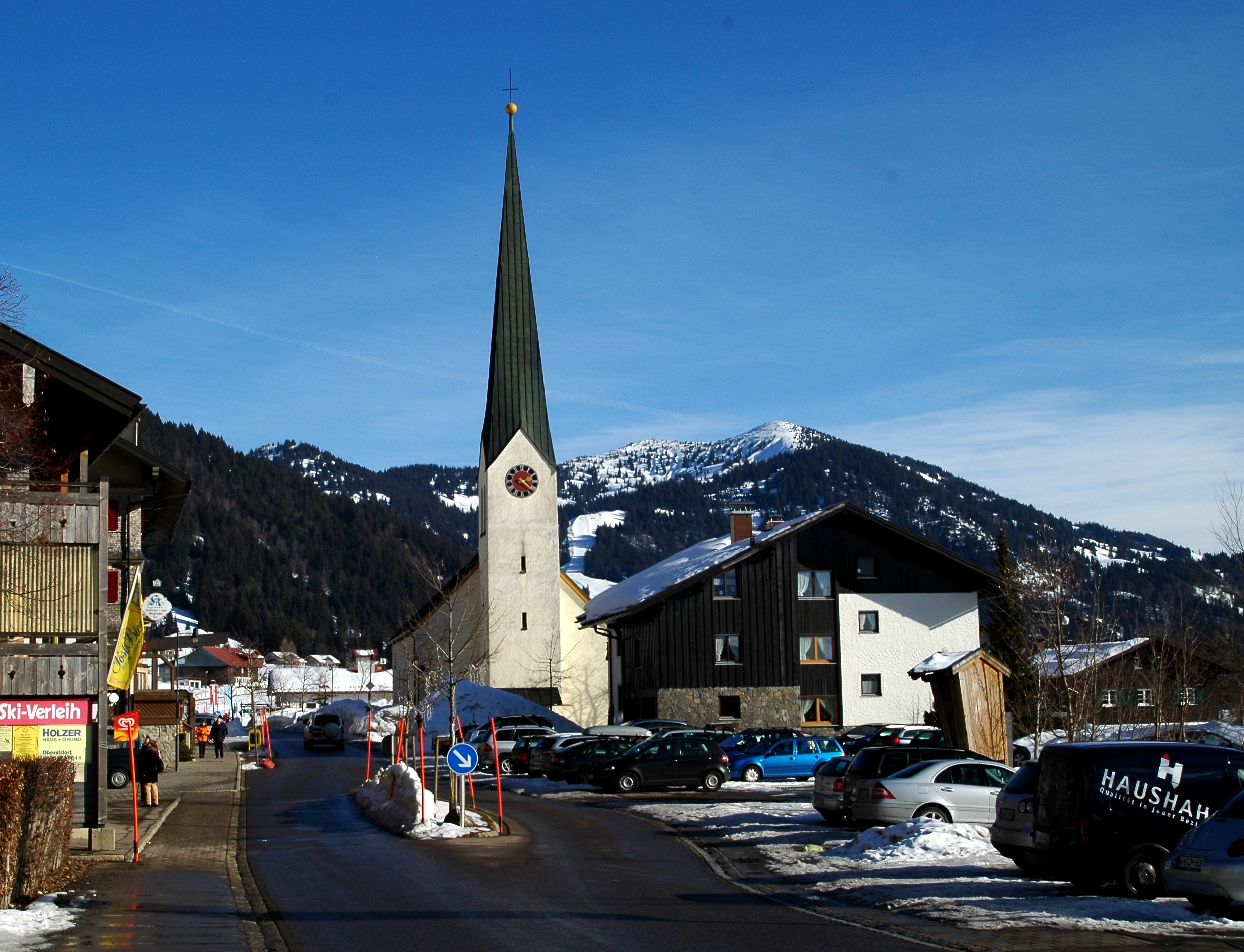
Das Ortszentrum in Balderschwang an der Hauptdurchgangsstraße

## Kultur und Sehenswürdigkeiten

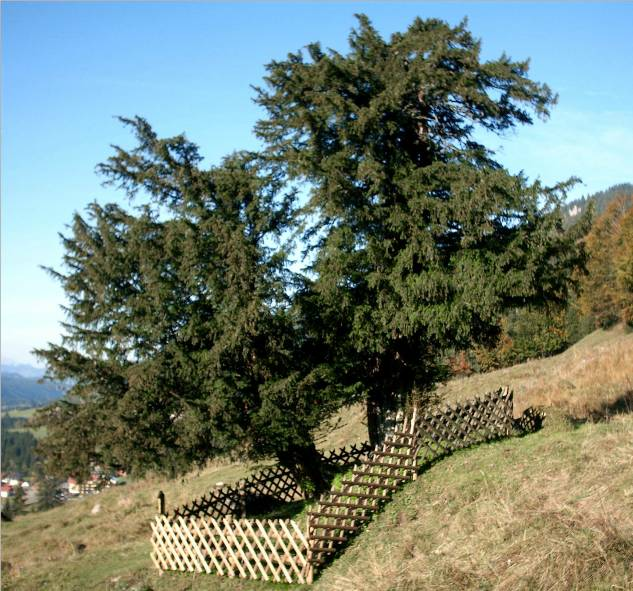
Alte Eibe von Balderschwang

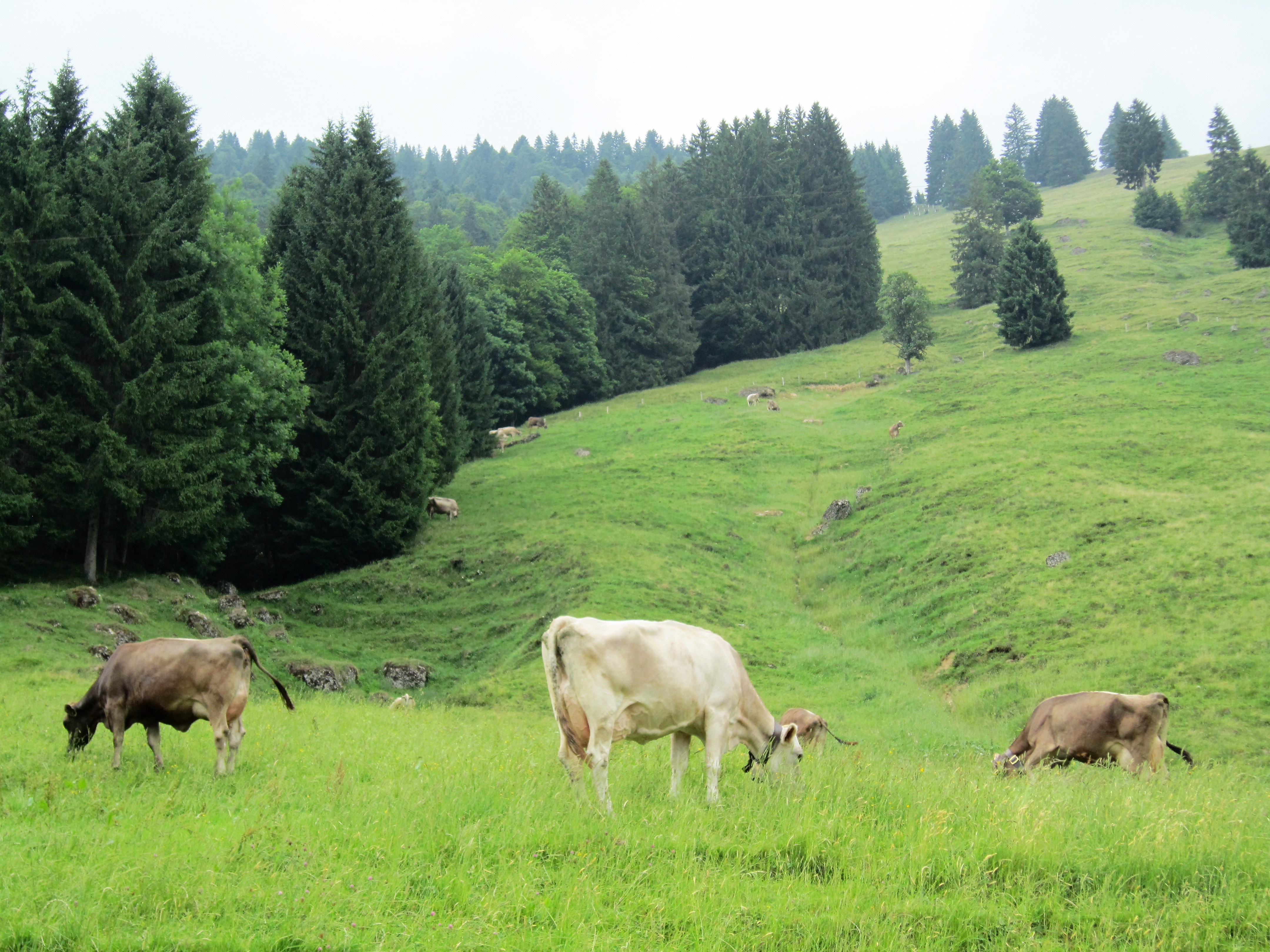
Rinder am Steilhang nördlich der Riedbergpass-Straße

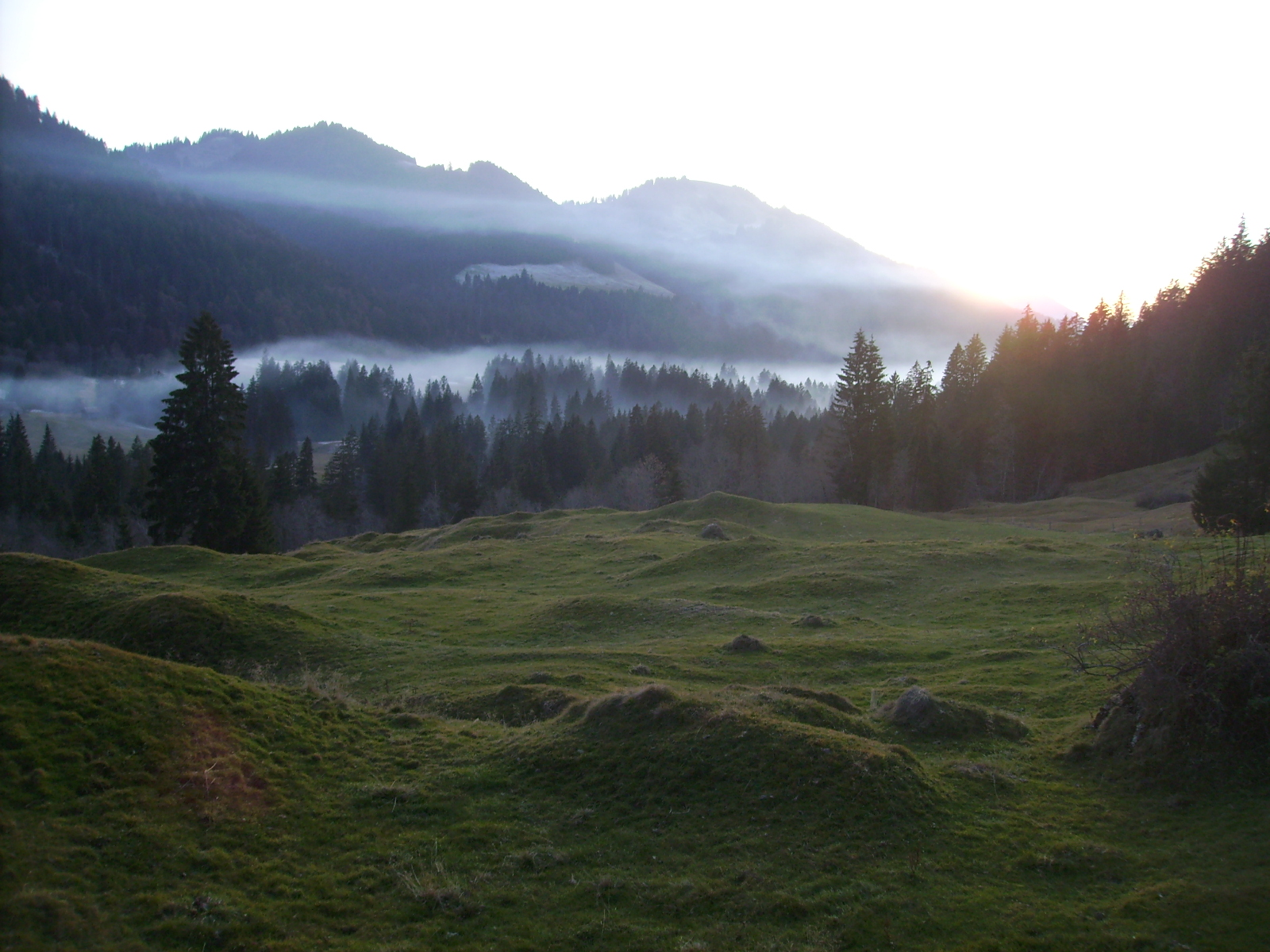
Blick von Balderschwang ins Tal

### Naturdenkmäler
Etwa 1 km nordöstlich vom Ortskern steht in einer Alpfläche die Alte Eibe von Balderschwang. Das Alter dieser weiblichen Eibe wird auf 800–1.500 Jahre geschätzt. Die Altersangabe vor Ort mit bis zu 4.000 Jahren ist unrealistisch. Sie stockt in 1.150 m ü. NN auf kalkhaltigen Nagelfluhboden. Ihr Stamm ist in zwei Teile geteilt und trotz ihres hohen Alters trägt sie jedes Jahr reichlich Früchte. Bei einer geringen Höhe von etwa 7 m erreichen beide Stammteile, das fehlende Mittelstück mitgerechnet, in Brusthöhe einen für Eiben gewaltigen Umfang von über 8 m. In der Umgebung stehen noch weitere alte Eiben von geringeren Dimensionen.

## Wirtschaft und Infrastruktur

### Landwirtschaft
In der Vergangenheit war die Käseproduktion Haupteinnahmequelle Balderschwangs. Die Jahresproduktion ging jedoch von 1.400 Tonnen im 18. Jahrhundert auf 300 Tonnen Anfang des 21. Jahrhunderts zurück.

### Tourismus
Heute lebt der Ort überwiegend vom Tourismus. Balderschwang ist aufgrund der wenigen Einwohner Spitzenreiter in Bayern mit über 450 Übernachtungen je Einwohner.

### Verkehr
Bis zur Eröffnung der höchsten deutschen Passstraße über den Riedbergpass (1407 m ü. NHN, seit 1961) war Deutschland für die Balderschwanger mit dem Auto nur über Österreich zu erreichen.

### Skigebiet
Das Skigebiet Balderschwang zählt mit rund 40 Pisten-Kilometern zu den größten Skigebieten in Deutschland.

### Medien
Der kirchliche Radiosender Radio Horeb, der im Raum München über UKW und deutschlandweit über DAB+ zu empfangen ist, hat seinen Sitz in Balderschwang. Der Leiter des Senders, Richard Kocher, ist zugleich der katholische Pfarrer am Ort.

## Söhne und Töchter der Gemeinde
- Johann Konrad Dorner (1809–1866), Maler der nazarenischen Stilrichtung, vor allem in St. Petersburg
- Bert Poensgen (1947–2017), Motorrad-Sportmanager und Betreiber der Bodenseehütte
- Sonja Bilgeri (* 1964), Skilangläuferin